# Reaktor Maria

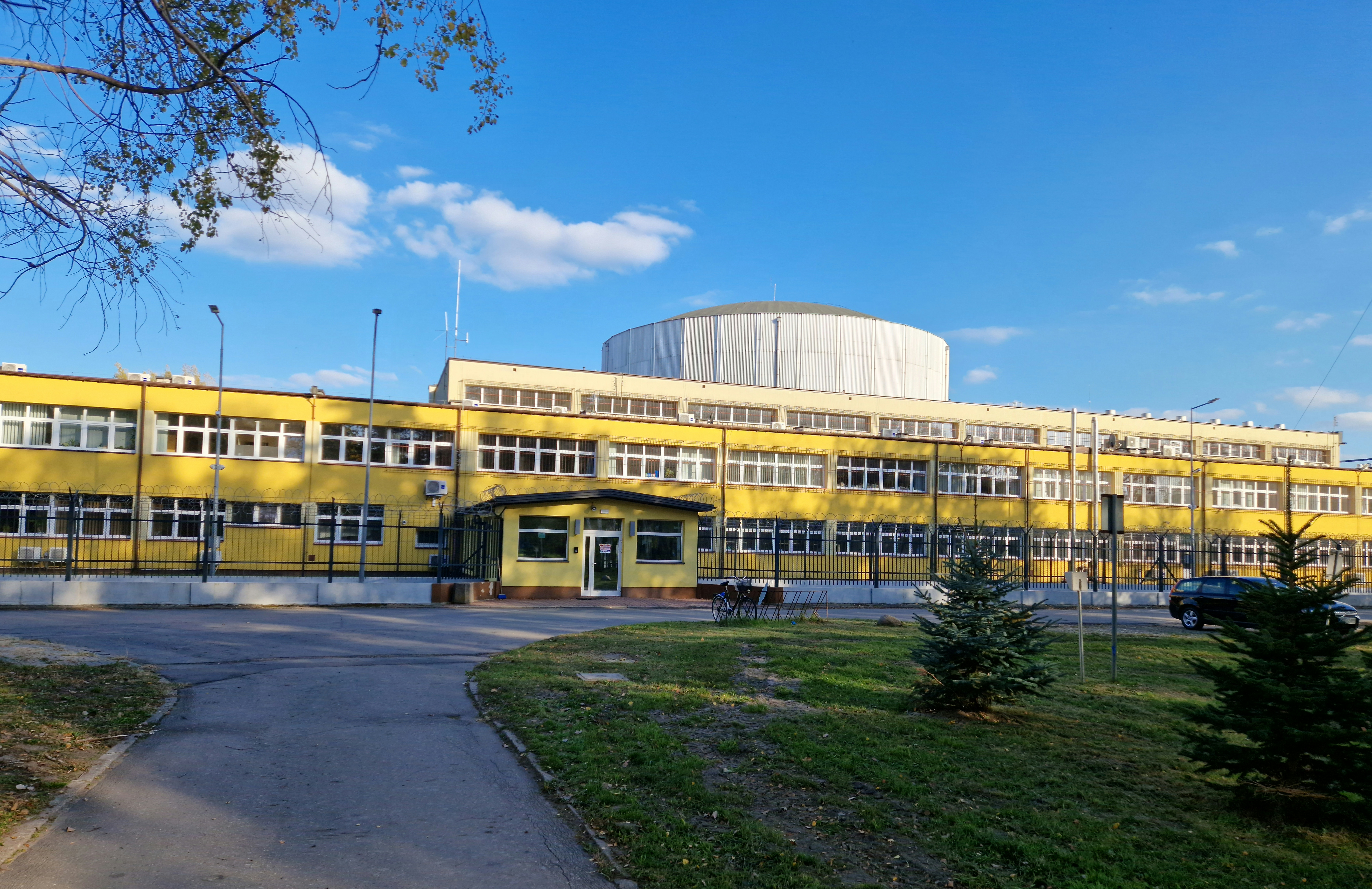
Budynek reaktora Maria

Reaktor Maria (zapis stylizowany: „MARIA”) – jedyny działający polski reaktor jądrowy o mocy cieplnej 30 MW. Reaktor nosi imię Marii Skłodowskiej-Curie. Jego budowę rozpoczęto w czerwcu 1970 r., a uruchomiony został w grudniu 1974 w Instytucie Badań Jądrowych (IBJ) w Otwocku-Świerku pod Warszawą. Po podziale IBJ 13 grudnia 1982 r. zarządzał nim Instytut Energii Atomowej (IEA). 1 września 2011 r. IEA zostało włączone w skład Instytutu Problemów Jądrowych, a ponownie połączonym instytutom nadano nazwę Narodowe Centrum Badań Jądrowych. Główną rolą reaktora jest produkcja radiofarmaceutyków – zapewnia m.in. 10% światowej produkcji molibdenu-99; jest liczącym się światowym producentem jodu-131, jego praca pokrywa 100% polskiego zapotrzebowania na tę substancję.

## Historia
- 1970, 16 czerwca – rozpoczęcie budowy reaktora[7]
- 1974, 18 grudnia – uruchomienie reaktora, uzyskał po raz pierwszy stan krytyczny[7]
- 1985 – wyłączenie reaktora na okres modernizacji (m.in. wymiana systemu sterowania, przegląd bloków grafitowych i berylowych, modernizacja systemów chłodzenia, wentylacji i kontroli temperatur)[7]
- 1992 – reaktor nieomal został trwale wyłączony z powodu braku środków finansowych[8]
- 1992, grudzień – ponowne uruchomienie reaktora[7]
- od 1993 – regularna eksploatacja[7]
- 1995 – zakończenie działalności reaktora EWA, Maria staje się jedynym działającym reaktorem jądrowym w Polsce[7]
- 1999 – początek przechodzenia z wysokowzbogaconego 235U (80%) na paliwo średniowzbogacone (36% 235U)[9]
- 2005 – wznowienie pracy po prawie rocznej przerwie spowodowanej brakiem paliwa uranowego[10]
- 2008 – modernizacja układu akwizycji danych pomiarowych[11],
- 2009–2016 – wywiezienie do Rosji (kraju pochodzenia) wysoko wzbogaconego wypalonego paliwa z reaktora Maria i reaktora EWA w ramach amerykańskiego rządowego programu Global Threat Reduction Initiative[12],
- 2012 – modernizacja układu chłodzenia, początek produkcji molibdenu-99 w rdzeniu reaktora[11][13],
- 2014 – zakończenie przechodzenia na niskowzbogacone paliwo (LEU), wywożenie reszty paliwa HEU do Rosji zakończono do 2016 roku[9][12],
- 2015 – modernizacja układu awaryjnego zasilania energią elektryczną i układu wentylacji technicznej obudowy bezpieczeństwa[11],
- 2016 – kłopoty finansowe reaktora związane z brakiem pieniędzy na paliwo jądrowe[14],
- wiosna 2023 – list otwarty pracowników reaktora do dyrektora Narodowego Centrum Badań Jądrowych oraz minister Klimatu i Środowiska, zwracający uwagę na zagrożenie zamknięciem MARII wobec niskiego poziomu płac oraz niewystarczającej do eksploatacji reaktora liczby pracowników[15][16][17],
- 2023, 27 października – reaktor powrócił do pracy po wielomiesięcznej przerwie spowodowanej pracami remontowymi i największą od 1974 modernizacją, niezbędną do uzyskania przedłużenia licencji w 2025[18],
- 2025 – wygasło zezwolenie na eksploatację obiektu jądrowego, a reaktor nie zdołał terminowo uzyskać kolejnego[19]. Jako przyczyny Państwowa Agencja Atomistyki podała kwestie programu kwalifikacji systemów, elementów konstrukcji i wyposażenia reaktora, limitów i warunków eksploatacyjnych, a także wyników obliczeń analiz bezpieczeństwa zawartych w Eksploatacyjnym Raporcie Bezpieczeństwa[20]. W związku ze sprawą, minister przemysłu odwołała ze stanowiska Dyrektora Narodowego Centrum Badań Jądrowych Krzysztofa Kurka, który pełnił też rolę kierownika jednostki organizacyjnej[21]. Po kilku miesiącach reaktor uzyskał nowe zezwolenie na eksploatację[22] i wznowił pracę[23].

## Budowa

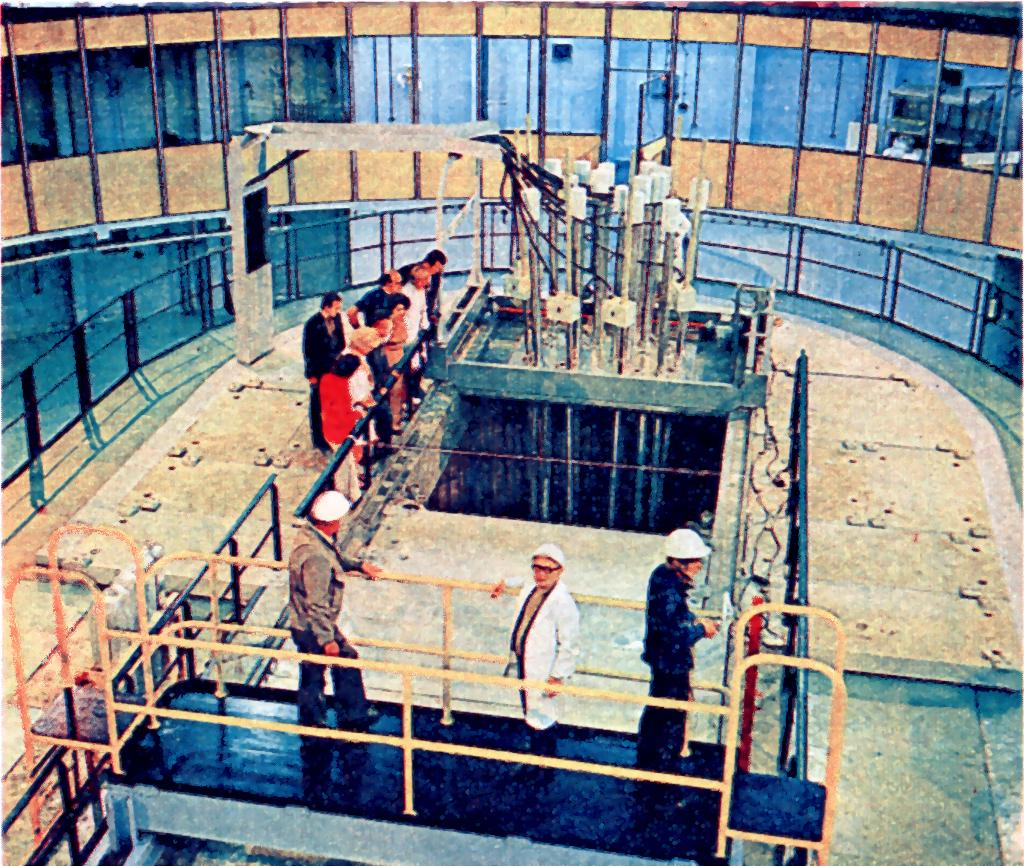
Reaktor Maria w czasie budowy

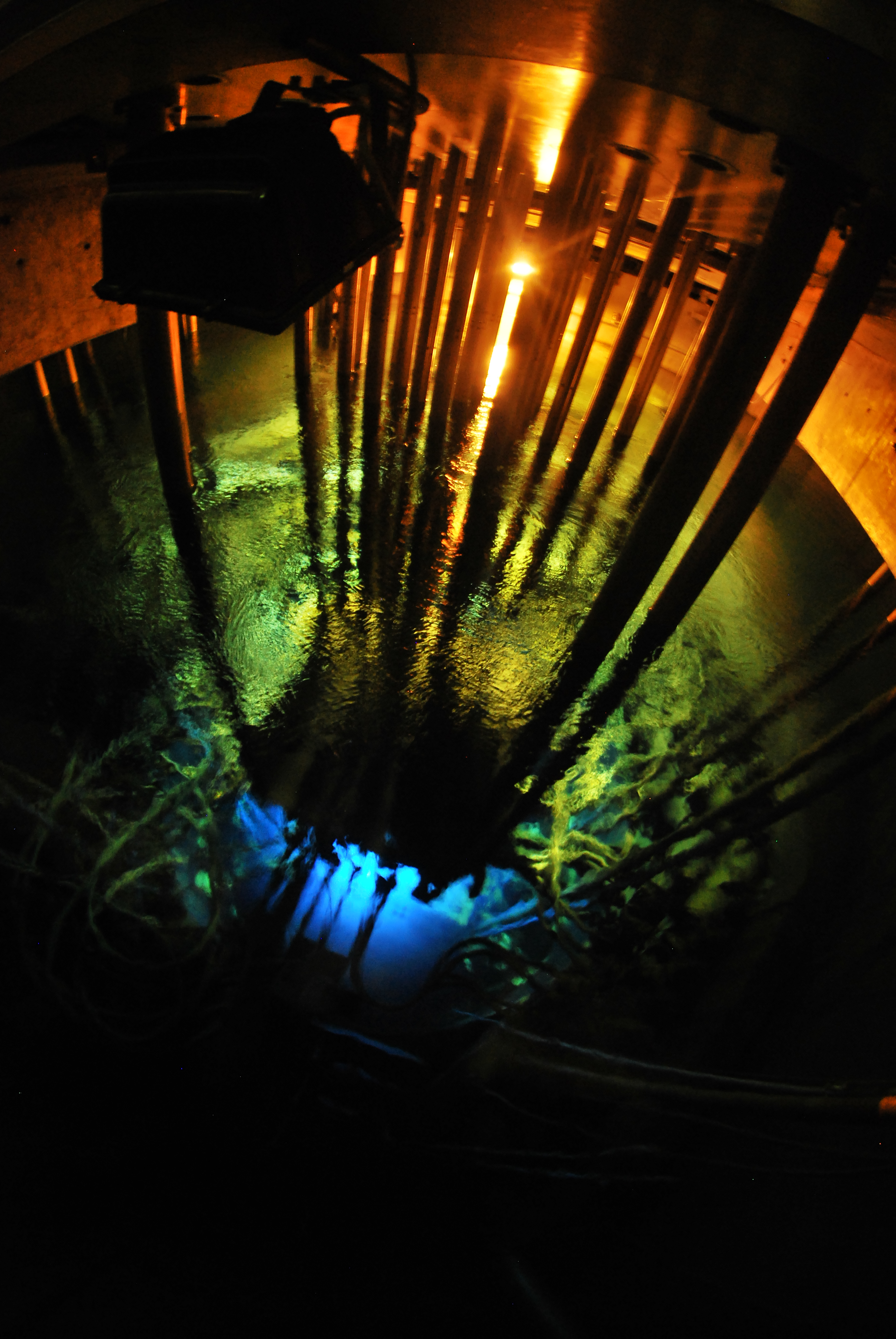
Promieniowanie Czerenkowa w reaktorze Maria

### Rdzeń
Rdzeń reaktora zanurzony jest w wodzie demineralizowanej na głębokości 7 m. Woda spełnia rolę osłony przed promieniowaniem, chłodziwa i, przede wszystkim, moderatora (spowalniacza neutronów). W spowalnianiu neutronów uczestniczą także bloki berylowe otoczone blokami grafitowymi, pełniącymi rolę reflektora. Pomiędzy blokami berylowymi znajdują się kanały paliwowe, służące do wprowadzania zestawów paliwowych. Bloki i pręty paliwowe umieszczone są w aluminiowej konstrukcji – stożkowatym „koszu”. Pręty sterujące, kompensacyjne i awaryjne wykonane są z węgliku boru. Reaktor otoczony jest betonową ścianą o grubości 220 cm.
W reaktorze znajdują się także pionowe aluminiowe rury służące do napromieniowywania materiałów. Napromieniowywane materiały umieszcza się w specjalnych zasobnikach, a następnie wystawia na promieniowanie przez określony czas. Do transportu zasobników używa się systemów hydraulicznych, wykorzystujących wodę z basenu reaktora. Przy reaktorze znajdują się dwie komory izotopowe (komory gorące) wraz z manipulatorami. Pozwalają one na operowanie materiałami wyjętymi z reaktora lub basenu przechowalniczego.

### Paliwo
Elementy paliwowe mają konstrukcję sześcio- (rosyjskie paliwo MR) lub pięciorurową (francuskie paliwo MC). Pierwotnie stosowano paliwo zawierające uran wzbogacony do 80% w izotop 235U. Od 2000 r. zaczęto wprowadzać paliwo zawierające 36% 235U, a następnie 20% 235U, które w 2014 r. stało się jedynym wykorzystywanym paliwem. Równolegle zmodernizowany został system chłodzenia.
Każdy element paliwowy zawiera maks. niecałe 0,5 kg 235U, a łącznie w reaktorze znajduje się 6–7,5 kg tego izotopu. Paliwo eksploatuje się do momentu zużycia na poziomie 40–60%. Zużyte paliwo jest przechowywane przez kilka lat w basenie wypełnionym wodą, a następnie oddawane producentowi.

### Chłodzenie
Reaktor ma dwa chłodzące obiegi pierwotne: zamknięty obieg kanałów paliwowych i otwarty obieg basenu. Oba połączone są poprzez wymienniki ciepła ze wspólnym otwartym obiegiem wtórnym, który za pomocą chłodni wentylatorowej odprowadza ciepło do atmosfery.
W obiegu kanałów paliwowych podwyższone ciśnienie zapewniają pompy obiegowe i stabilizator ciśnienia. Na wlocie do kanału paliwowego wynosi ono około 1,7 MPa. Jest to obieg o kontrolowanej szczelności, a utrzymywanie w nim wysokiego ciśnienia pozwala na pracę bez wrzenia chłodziwa (wody) w temperaturach do 150 °C. Zastosowanie obiegu z podwyższonym ciśnieniem pozwala na bezpieczne podwyższenie temperatury elementów paliwowych, a przez to na istotne zwiększenie mocy reaktora. Pompy zapewniają cyrkulację chłodziwa we wszystkich obiegach.
Woda chłodząca musi mieć określone parametry czystości (przede wszystkim twardość, odczyn, zawartość chloru i przewodność elektryczną), co zapewniają zespoły filtracyjne i stacja demineralizacji. Czystość wody jest niezbędna by zapobiec możliwości aktywowania zanieczyszczeń w strumieniu neutronów.

### Hala główna
Kompleks reaktora Maria składa się z kilku budynków, wśród których są budynki badawcze, stacje pomp, układów chłodzenia i wentylacji oraz budynek reaktora. Przed wejściem na halę główną znajduje się sterownia reaktora oraz makieta ukazująca jego budowę w skali 1:100. Na halę wchodzi się przez specjalną śluzę, ze względu na utrzymywane wewnątrz niewielkie podciśnienie wywoływane systemem filtrującym powietrze. Na najwyższym poziomie, ponad powierzchnią basenu reaktora, znajdują się mechanizmy sterujące prętami paliwowymi i bezpieczeństwa. Jest tu także śluza oddzielająca basen reaktora od basenu, gdzie składuje się aktywne materiały. Niżej znajdują się komory gorące, pozwalające na manipulację obiektami, które wcześniej poddane były działaniu promieniowania. Na poziomie reaktora (otoczonego ścianami z betonu) znajdują się stanowiska badawcze, korzystające z poziomych kanałów, dostarczających wiązki neutronów. W ścianie komory izotopowej znajdują się wzierniki ze szkła z domieszką ołowiu, przez które można obserwować rdzeń.

## Wykorzystanie i produkcja radiofarmaceutyków
Maria jest reaktorem badawczym, wykorzystywanym przede wszystkim do produkcji radiofarmaceutyków. 
| Produkowany izotop | Materiał tarczowy (substrat) |
| ------------------ | ---------------------------- |
| molibden-99        | uran-235                     |
| jod-131            | ditlenek telluru-130         |
| lutet-177          | chlorek lutetu-176           |
| lutet-177          | iterb-176                    |
| samar-153          | tlenek samaru(III)-152       |
| kobalt-60          | kobalt-59                    |
| holm-166           | mikrosfery holmu-165         |
| siarka-35          | K35Cl                        |

Oprócz tego reaktor wykorzystywany jest do:
- napromieniania różnych materiałów tarczowych dla celów badawczych[27],
- zmiany barwy topazów jubilerskich[29],
- napromieniania materiałów w sondach termostatycznych[30],
- napromieniania próbek materiałów alkalicznych, biologicznych i geologicznych[28].

## Eksploatacja
Reaktor pracuje w podstawowych tygodniowych cyklach stugodzinnych przy znamionowych parametrach, a każde jego uruchomienie wymaga zestawu ekspertyz. W 2003 roku przewidziano 4000 godzin eksploatacji reaktora przy znamionowych parametrach. Dzięki modernizacji od 2009 roku wydajność pracy reaktora została zwiększona do 4800 h/rok.